# Neyterkob Corona
Neyterkob Corona is een corona op de planeet Venus. Neyterkob Corona werd in 1991 genoemd naar Neyterkob, Masai godin van de vruchtbaarheid.
De corona heeft een diameter van 211 kilometer en bevindt zich in de quadrangles Pandrosos Dorsa (V-5) en Ganiki Planitia (V-14).